# Savonius-rotor

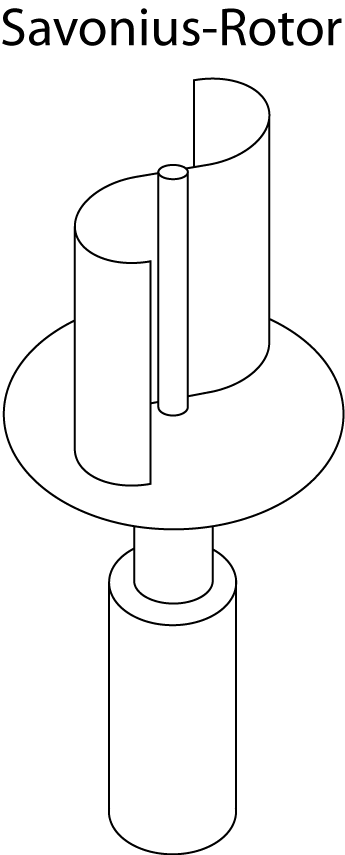

Savonius-rotor är en konstruktion som omvandlar rörelseenergin i en vind till vridning av en axel. Den har fått sitt namn efter den finländske konstruktören Sigurd Savonius och uppfanns år 1924. Man har bland annat testat att montera Savonius-rotorn på toppen av master för mobiltelefonnäten för att säkerställa elförsörjningen till dessa.